# Glam rock
A glam rock (vagy glitter rock) a rockzene egyik stílusa, amely a korai 70-es években, a poszt-hippi korszakban került az előtérbe. Javarészt angol együttesek által érte el a tetőpontját 1971 és 1973 között. A műfaj nagy hatással volt a japánokra, ahol visual kei néven saját zenei irányzat fejlődött ki.

## Ismert glam rock előadók
Híres előadók voltak többek között: a T. Rex, David Bowie, Suzi Quatro, Gary Glitter, Alvin Stardust, a The Rubettes, a Sweet, a Slade, a Queen, a Roxy Music, a The Paperhund, a Mott the Hoople, a Sparks, a Smokie és a Mud. A stílus legismertebb szerzőpárosa Nicky Chinn és Mike Chapman. A glam-rock késői korszakára jó példa a KISS együttes. Amerikában kevés népszerűséget ért el ez a stílus, azt is javarészt New York, Detroit és Los Angeles környékén. Amerikai glam rock előadók voltak a New York Dolls, KISS, Alice Cooper.

## Öltözködés, külsőségek

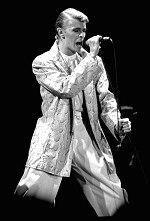
David Bowie, a glam rock egyik nagy egyénisége 1978-ban

A glam rock rajongók ruházatukkal is megkülönböztették magukat a hippiktől és rockerektől, tudományos-fantasztikus és androgün témák által inspirált öltözetet viseltek. A zenét bágyadt és kábító balladák, és nagy energiájú, Rolling Stones inspirálta előadások jellemezték. A dalok leggyakrabban a szexualitás és a drogok körül forogtak, de a tudományos-fantasztikus irodalom és a generációs lázadás is gyakori téma volt.
A glam rock előadók és rajongók gyakran öltöztek űrkorszakot idéző csillogó viseletbe, így próbáltak például megszemélyesíteni egy idegen személyiséget. A legismertebb példa erre David Bowie Ziggy Stardust és Aladdin Sane személyisége 1972–1973 körül. Amerikában a homoszexuális botrányok miatt üzletileg jövedelmezőek voltak az önmagukat nyíltan melegnek és transzvesztitának vállaló előadók, az előbb említett Bowie is élt például ilyen taktikával, ráadásul az évek során kiderült, hogy valójában biszexuális volt. A valóban homoszexuális glam rock előadók kevesen voltak: Jobriath a rockzene első homoszexuális csillaga volt, Freddie Mercury szexuális beállítottsága pedig 1991-es haláláig nem volt egyértelmű.

## A glam rock hanyatlása és utóélete
Az Angliában és Európa legtöbb országa mellett Magyarországon is igen népszerű ritmusos, energikus és életvidám glam-rock stílus a hetvenes évek második feléig békésen együtt élt a kialakuló diszkó stílussal. Bizonyos szempontból kiegészítették egymást, a diszkókban rendszeresen játszottak glam-rock számokat. A hetvenes évek közepétől megjelenő punk, majd később a new-wave irányzatok azonban véget vetettek a glam-rock műfajnak. Előadóik kevés klasszikussá nemesedett kivételtől (pl. a nem tipikus glam-rockot játszó Queen, vagy David Bowie) eltekintve vagy több-kevesebb sikerrel átnyergeltek más stílusra (pl. a Sweet a hard rock felé távolodott, Suzi Quatro színházban szerepelt és rockzenei rádióműsorokat vezetett), vagy lassan letűntek a zene élvonalából. A műfaj egyik legnagyobb egyénisége, egy nemzedék bálványa, Marc Bolan, 1977-ben halt meg autóbalesetben. Egy-egy tipikus glam-rock szám és előadó még a nyolcvanas évek fordulóján is feltűnt és komoly sikereket aratott, pl. a Racey. Sok egykor híres glam-rock énekes és együttes mai napig turnézik régi számaival (pl. a Rubettes). Napjainkban is akad még néhány előadó, aki ebben a stílusban tevékenykedik, többek között az American Idol elnevezésű amerikai tehetségkutatóból ismert Adam Lambert és a finn Negative együttes. Magyarországon többek között a Beatrice együttes játszott glam-rockot az 1970-es évek első felében.